# Liste der Biografien/Tz
Liste der Biografien |
Portal Biografien |
Personensuche
# |
A |
B |
C |
D |
E |
F |
G |
H |
I |
J |
K |
L |
M |
N |
O |
P |
Q |
R |
S |
T |
U |
V |
W |
X |
Y |
Z |
?
 
Ta |
Tc |
Te |
Tf |
Tg |
Th |
Ti |
Tj |
Tk |
Tl |
Tm |
To |
Tq |
Tr |
Ts |
Tu |
Tv |
Tw |
Tx |
Ty |
Tz
Die Liste der Biografien führt alle Personen auf, die in der deutschsprachigen Wikipedia einen Artikel haben. Dieses ist eine Teilliste mit 89 Einträgen von Personen, deren Namen mit den Buchstaben „Tz“ beginnt.

## Tz

### Tza
- Tzabar, Shimon (1926–2007), politischer Aktivist, Journalist, Schriftsteller
- Tzadok, Moshe (1913–1964), israelischer Generalmajor
- Tzadua, Paul (1921–2003), äthiopisch-katholischer Bischof und Kardinal
- Tzafriri, Lior (1936–2008), israelischer Mathematiker
- Tzaig, Uri (* 1965), israelischer Autor, Installations- und Videokünstler
- Tzakou, Anastasia (1928–2015), griechische Architektin
- Tzalam, Froyla, belizische Anthropologin, Generalgouverneurin von Belize
- Tzamalouka, Zeta (* 1969), griechische Squashspielerin
- Tzamaloukas, Petros (* 1975), griechischer Squashspieler
- Tzamouranis, Dimitris (* 1967), griechischer Maler
- Tzampazi, Evangelia (* 1960), griechische Politikerin, MdEP
- Tzamtzis, Iordanis (* 1961), griechischer Landwirt, Politiker, ehemaliger Abgeordneter
- Tzanakaki, Georgia (* 1980), griechische Volleyball-Nationalspielerin (Mittelblockerin)
- Tzanes, Emmanuel (1610–1690), kretischer Maler
- Tzannetakis, Tzannis (1927–2010), griechischer Politiker; Ministerpräsident Griechenlands (1989)
- Tzanou, Athanasia (* 1971), griechische Komponistin
- Tzara, Tristan (1896–1963), rumänischer Schriftsteller und Mitbegründer des DadaismusTristan Tzara (1896–1963)

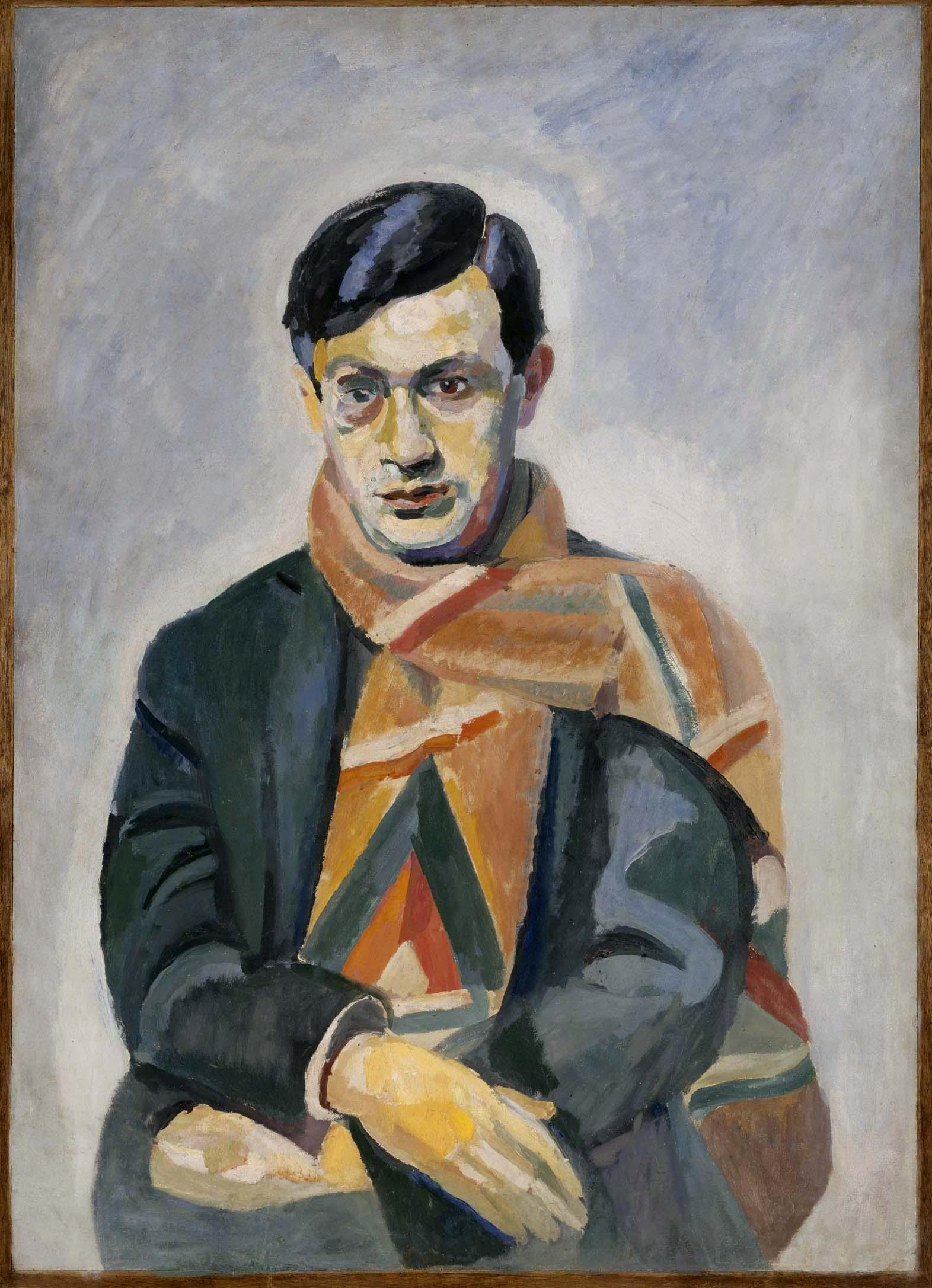
Tristan Tzara (1896–1963)

- Tzarfati, Tomer (* 2003), israelischer Fußballtorhüter
- Tzath, König von Lasika
- Tzatschewa, Manja (1892–1960), bulgarisch-deutsche Schauspielerin
- Tzatschewa, Tzwetta (1900–1969), bulgarisch-deutsche Schauspielerin
- Tzatzaraki, Christina (* 1994), griechisch-deutsche Schauspielerin
- Tzavara, Elena (* 1977), deutsche Opernregisseurin
- Tzavaras, Nicholas (* 1975), US-amerikanischer Cellist und Musikpädagoge
- Tzavela, Niki (* 1947), griechische Politikerin, MdEP
- Tzavelas, Giorgos (* 1987), griechischer Fußballspieler
- Tzavelas, Kitsos (1800–1855), griechischer Politiker und Ministerpräsident
- Tzavellas, Giorgos (1916–1976), griechischer Filmregisseur, Schauspieler, Drehbuch- und Theaterautor

### Tze
- Tzebelda, Schahinde Marschania von (1895–1924), Hofdame
- Tzeli, Fani (* 2001), griechische Taekwandoin
- Tzempetonidis, Ilias (* 1969), griechischer Casting Director
- Tzengko, Elina (* 2002), griechische SpeerwerferinElina Tzengko (* 2002)

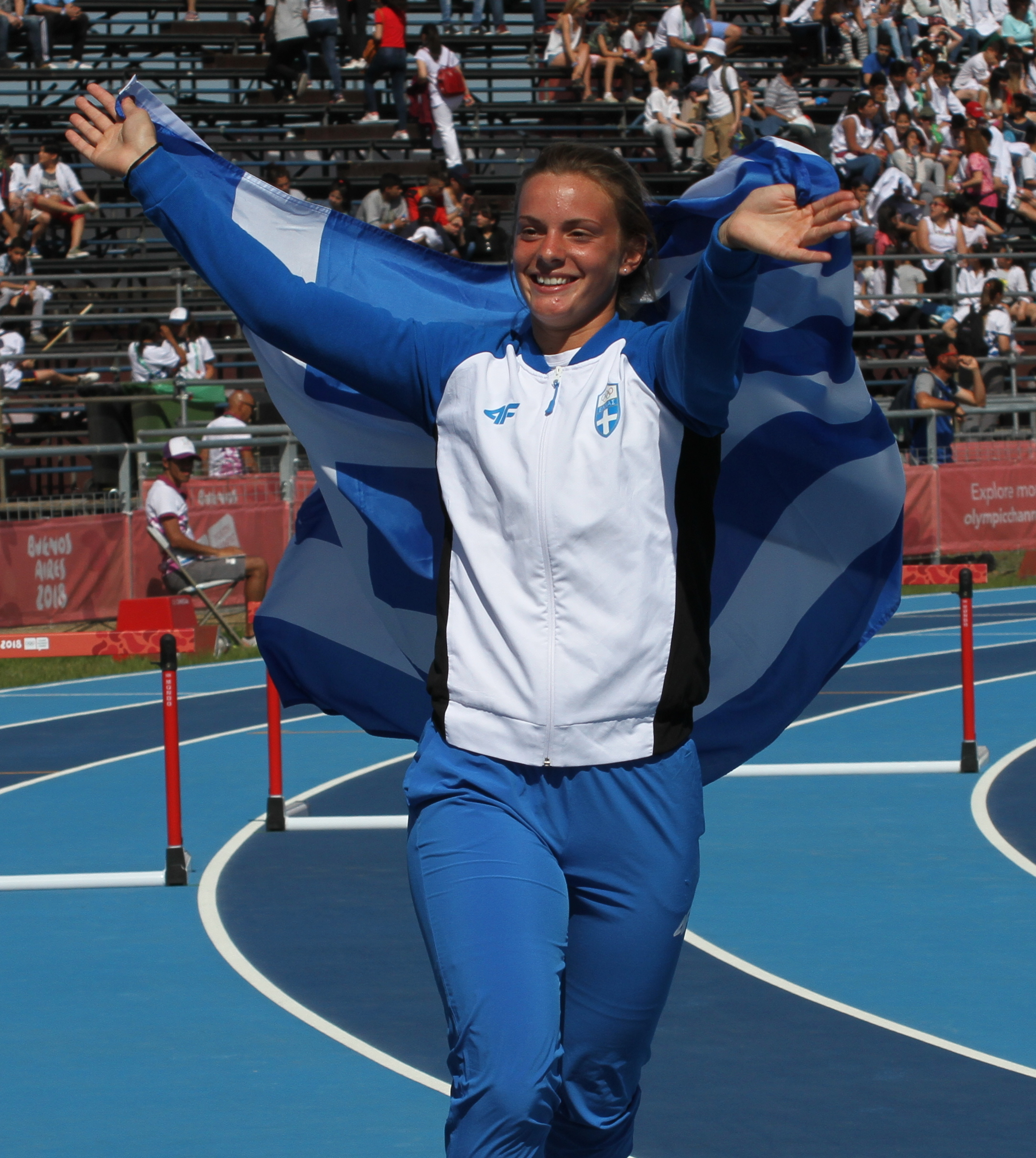
Elina Tzengko (* 2002)

- Tzermiadianos, Andreas (* 1972), griechischer Schachspieler und -trainer
- Tzermias, Pavlos (1925–2016), griechisch-schweizerischer Historiker, Publizist, Journalist und Neogräzist
- Tzerntien, Tidemann († 1437), deutscher Kaufmann und Ratsherr der Hansestadt Lübeck

### Tzi
- Tziallas, Georgios (* 1987), griechischer Ruderer
- Tziatzi-Papagianni, Maria (* 1965), griechische Wissenschaftlerin und Fachbuchautorin
- Tzigane, Eugene (* 1981), US-amerikanischer Dirigent
- Tzikanoula, Stylani (* 1992), griechische Leichtathletin
- Tzimas, Stefanos (* 2006), griechischer Fußballspieler
- Tzimourtos, Dimitrios (* 1981), griechischer Handballspieler
- Tziolis, Alexandros (* 1985), griechischer Fußballspieler
- Tzionis, Marinos (* 2001), zyprischer Fußballspieler
- Tziortzis, Stavros (* 1948), griechischer Hürdenläufer und Sprinter
- Tziovas, Dimitris (* 1957), griechischer Neogräzist
- Tzipor, Gerschon (1931–2012), israelischer Architekt und Stadtplaner
- Tzitzikostas, Apostolos (* 1978), griechischer Politiker
- Tzitzis, Stratos, griechischer Filmregisseur und Drehbuchautor

### Tzo
- Tzöbl, Josef (1900–1968), österreichischer Politiker (CSP/VP/ÖVP), Mitglied des Bundesrates
- Tzoka, Eleni (* 1956), polnische Sängerin
- Tzokov, Karolin (* 1999), deutsch-bulgarische Basketballspielerin
- Tzolakis, Konstantinos (* 2002), griechischer Fußballtorhüter
- Tzolis, Christos (* 2002), griechischer FußballspielerChristos Tzolis (* 2002)

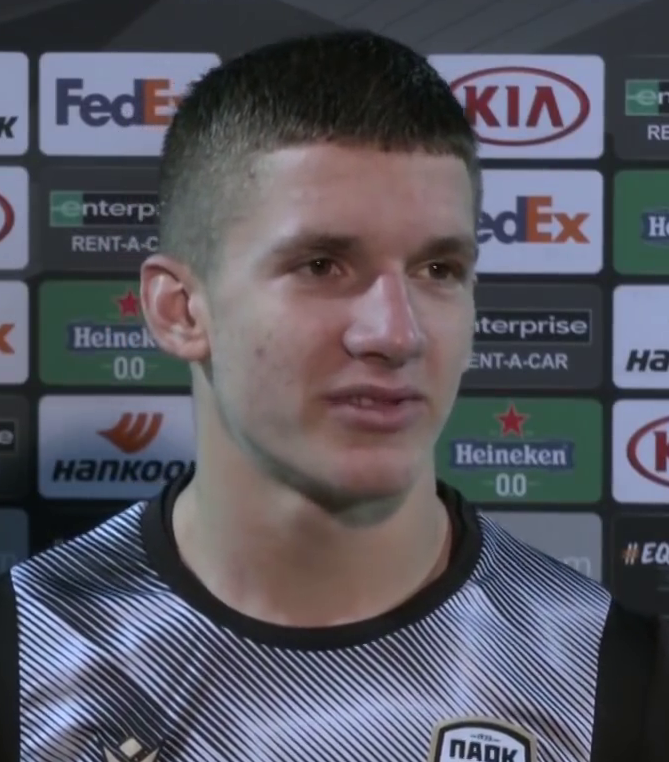
Christos Tzolis (* 2002)

- Tzonis, Alexander (* 1937), griechischer Architekturkritiker
- Tzortzakis, Giorgos (* 1985), griechischer Bahn- und Straßenradrennfahrer
- Tzortzakis, Polychronis (* 1989), griechischer Bahn- und Straßenradrennfahrer
- Tzortzatos, Varnavas (1918–1985), griechischer Metropolit von Kitros und Katerini
- Tzortzinis, Angelos (* 1984), griechischer Dokumentarfotograf
- Tzorvas, Alexandros (* 1982), griechischer Fußballtorhüter
- Tzoufras, Nikolaos (* 1987), griechischer Handballspieler

### Tzs
- Tzschach, Alfred (1931–1989), deutscher Chemiker
- Tzschach, Ernst (1911–1971), deutscher Fußballspieler und Trainer
- Tzschaschel, Joachim (1917–2001), deutscher Brigadegeneral, Abteilungsleiter im Bundesnachrichtendienst
- Tzscheetzsch, Werner (1950–2021), deutscher römisch-katholischer Theologe, Hochschullehrer und Autor
- Tzscherlich, Kerstin (* 1978), deutsche Volleyballnationalspielerin
- Tzschichhold, Anna-Monika (* 1929), deutsche Textilgestalterin
- Tzschimmer, Gabriel (1629–1694), deutscher Politiker, Bürgermeister von Dresden und Schriftsteller
- Tzschirner, Heinrich Gottlieb (1778–1828), deutscher evangelischer Theologe
- Tzschirner, Liza (* 1987), deutsche SchauspielerinLiza Tzschirner (* 1987)

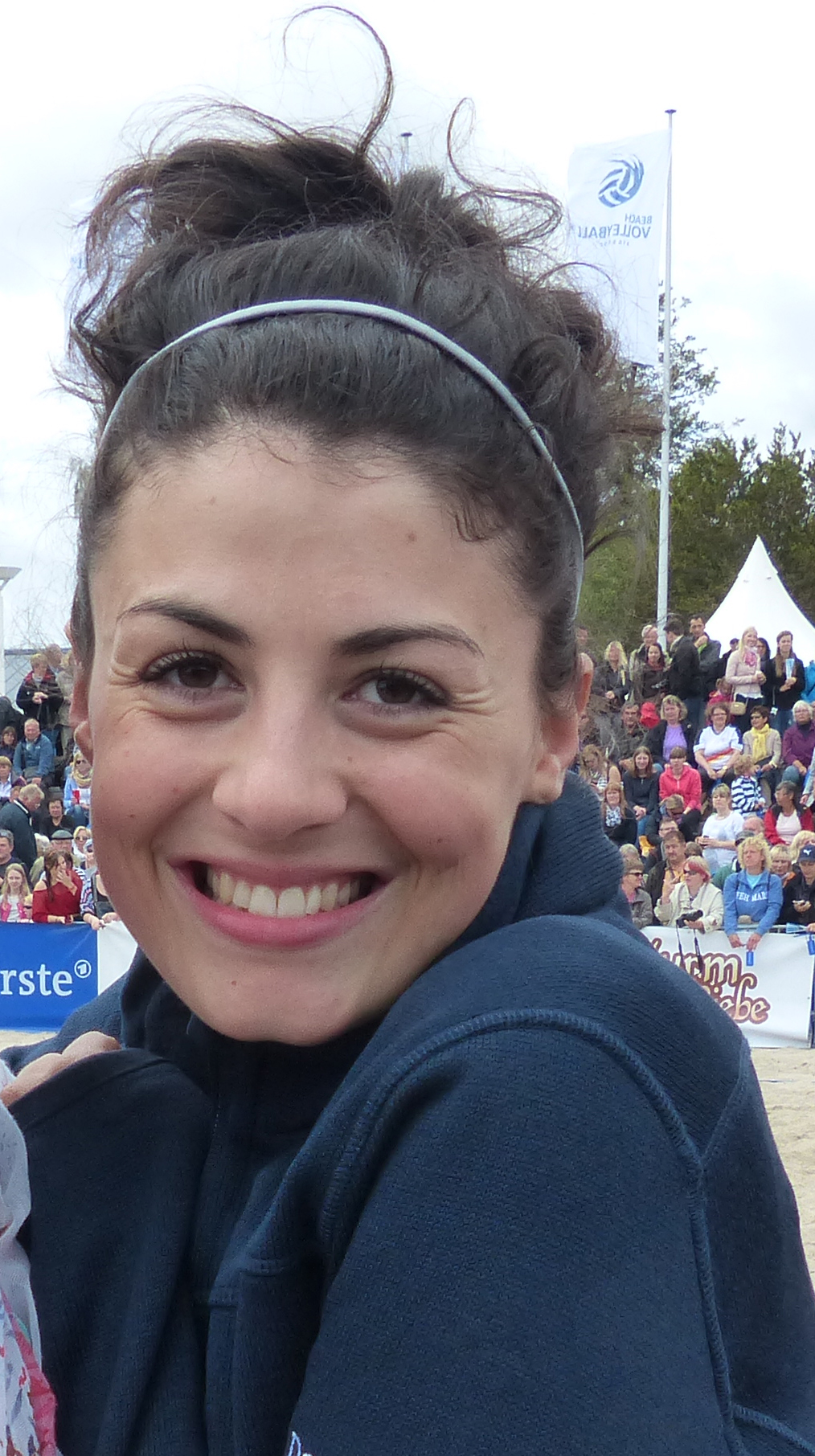
Liza Tzschirner (* 1987)

- Tzschirner, Samuel Erdmann (1812–1870), Jurist und Politiker, Revolutionsführer des Dresdner Maiaufstandes 1849
- Tzschoppe, Gustav Adolf von (1794–1842), preußischer Verwaltungsjurist
- Tzschoppe, Herbert (1927–2023), deutscher Politiker (SED)
- Tzschoppe, Johann Michael (1758–1808), deutscher Hauslehrer, Subrektor, Übersetzer und Autor
- Tzschoppe, Olaf (* 1962), deutscher Musiker, Schlagzeuger und Kammermusiker
- Tzschoppe, Walter von (1856–1917), deutscher Verwaltungsbeamter, Richter und Parlamentarier
- Tzschucke, Carl Hugo (1809–1879), deutscher Jurist und Politiker, Mitglied der Frankfurter Nationalversammlung, MdL (Königreich Sachsen)
- Tzschupke, Edouard (1875–1929), französischer Impressionist
- Tzschupke, Wolfgang (* 1945), deutscher Forstwissenschaftler und Spezialist für Fernerkundung und Photogrammetrie

### Tzu
- Tzuke, Judie (* 1956), britische Musikerin
- Tzul, Atanasio, Führer der Indeginas
- Tzum, Reinier van († 1670), friesischer Kaufmann in Diensten der Niederländischen Ostindien-Kompanie (VOC)
- Tzur, Bomba (1928–1979), israelischer Schauspieler und Sänger
- Tzur, Mika (* 1998), israelische Schauspielerin
- Tzur, Oded (* 1984), israelischer Jazzmusiker (Tenorsaxophon, Komposition)
- Tzur, Shemi, israelischer Diplomat
- Tzur, Tzvi (1923–2004), israelischer Generalstabschef und Wirtschaftsmanager
- Tzuriel, Sarai (* 1952), israelische Sängerin und Schauspielerin
- Tzuyu (* 1999), taiwanische Popsängerin und Mitglied der Girlgroup TwiceTzuyu (* 1999)

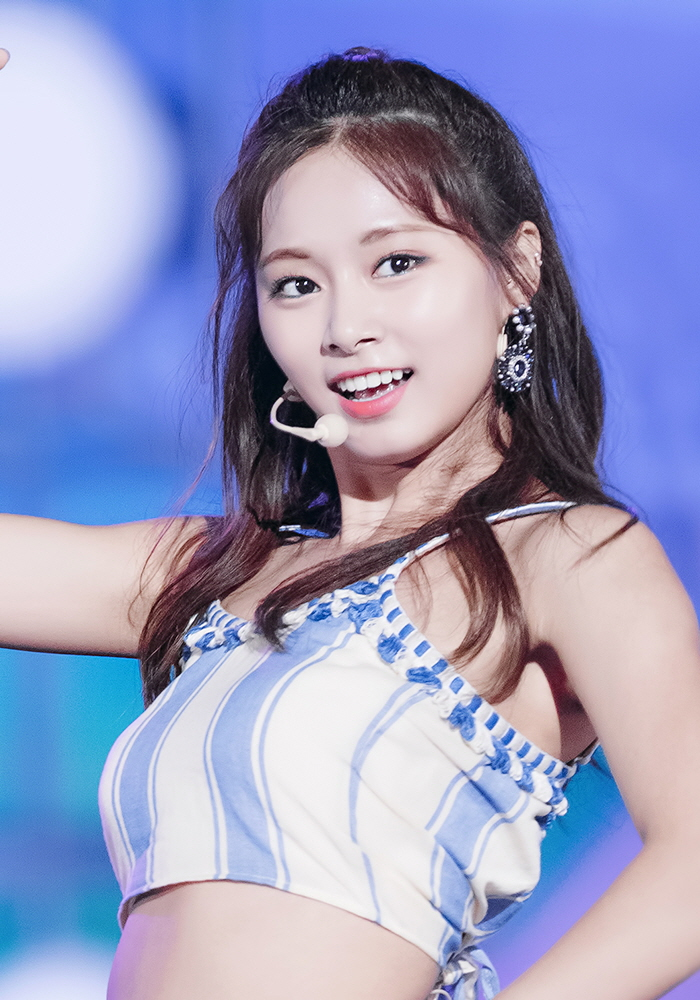
Tzuyu (* 1999)

### Tzv
- Tzvetkov, Nikolay, französischer Mathematiker